# Tumor mulleriano

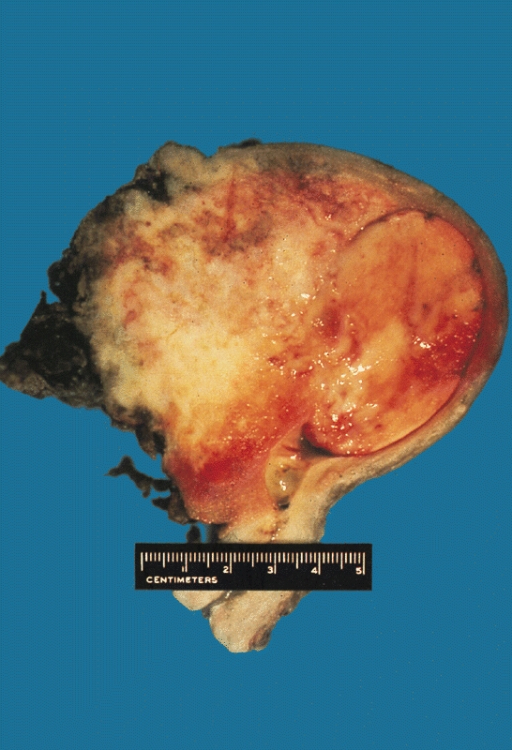
Carcinossarcoma do útero, um tumor mülleriano.

Tumor mülleriano, Tumor mesodérmico maligno misto (TMMM) ou carcinossarcoma do sistema reprodutor feminino é um raro tipo de câncer agressivo que pode surgir no útero (75%), nos ovários (24%) ou nas trompas uterinas (1%) e que contem uma parte carcinomatosa (câncer de tecido epitelial) e uma parte sarcomatosa (câncer de tecido conjuntivo). 
Pode ser homólogo (nos quais o componente sarcomatoso é constituído de tecidos encontrados no útero, tais como tecidos endometriais, fibrosos e / ou musculares lisos) ou heterólogo (composto de tecidos não encontrados no útero, como cartilagem, músculo esquelético ou osso). Representa apenas entre 2 e 5% de todos os tumores do útero e é encontrada predominantemente em mulheres pós-menopáusicas com uma idade média de 66 anos. O prognóstico é ruim, com menos de 20% de sobrevivência em 5 anos após o diagnóstico.

## Fatores de risco
Fatores de risco são semelhantes aos dos adenocarcinomas (o câncer de aparato reprodutor feminino mais comum) e incluem antecedentes familiares, obesidade, altos níveis de estrogênio e nunca ter tido filhos (nuliparidade). Fatores de risco potenciais incluem terapia com tamoxifeno e radioterapia pélvica.

## Prevenção
Usar anticonceptivos por mais de 5 anos pode prevenir o câncer de ovário, pois significa menos ovulações e uma menopausa mais tardia. Uma dieta saudáveis e exercícios regulares e não fumar também previnem cânceres ginecológicos.

## Evolução
Ductos de Müller são tecidos embrionários que dão origem ao aparato reprodutivo feminino. Nos homens eles são degenerados pelo Hormônio antimülleriano antes de nascer. Provavelmente se origina de uma única célula, que se transforma em epitélio e estroma indiferenciados. A parte principal do tumor é o carcinoma, que expande mais rápido e causa mais metástases, enquanto o sarcoma pode formar diversos tipos de tecidos: fibrosos, cartilagem, osso, gordura, músculo, etc.
Possui 5 estágios, começando in situ e crescendo progressivamente até invadir intestino, bexiga, recto e sair da pélvis.

## Tratamento
Se foi encontrado em um estágio inicial pode-se tentar extirpação cirúrgica do útero, trompas e ovários (histerectomia e ooforectomia completa), terapia biológica, quimioterapia, remover os gânglios da pélvis (linfadenectomia inguinal) e induzir a menopausa se a mulher ainda era fértil (geralmente não é necessário, pois é mais comum depois dos 60 anos). Porém, frequentemente é encontrado em estágios tardios, porque causa poucos sintomas.

## Prognóstico
No útero costuma ser detectado mais precocemente, mas mesmo assim tem pior prognóstico que nos ovários. Em ambos casos o prognóstico é reservado. Em estudo com 3683 casos, apenas menor idade, menor estadio e remover os gânglios melhoraram a sobrevivência. Radioterapia e quimioterapia não melhoraram o prognóstico no câncer de ovário, mas radioterapia foi útil no câncer de útero e caucasianas tiveram maior sobrevida.